# Неа Трапезунда (дем Гревена)
Вижте пояснителната страница за други значения на Неа Трапезунда.
Неа Трапезунда (на гръцки: Νέα Τραπεζούντα, катаревуса: Νέα Τραπεζούς, Неа Трапезус) е село в Република Гърция, в дем Гревена, област Западна Македония. Неа Трапезунда има население от 19 души към 2011 година.

## География
Селото е разположено на около 15 km северно от град Гревена, на 1 km югозападно от село Кокиния (Сувин).

## История
Селището е основано в средата на 1920-те години от понтийски гърци, изселени от района на Трапезунд, Турция по силата на Лозанския договор.
| Година    | 1913 | 1920 | 1928 | 1940 | 1951 | 1961 | 1971 | 1981 | 1991 | 2001 | 2011 | 2021 |
| --------- | ---- | ---- | ---- | ---- | ---- | ---- | ---- | ---- | ---- | ---- | ---- | ---- |
| Население |      |      |      |      |      | 114  | 45   | 51   | 41   | 29   | 19   | 11   |